# Jan Paparega
Jan Paparega (* 13. září 1981 Most) je český politik a bývalý advokát, od roku 2022 senátor za obvod č. 4 – Most, od roku 2020 zastupitel Ústeckého kraje, v letech 2014 až 2022 primátor města Most (od roku 2023 pak radní města), bývalý člen TOP 09. Od února 2017 pak 1. místopředseda hnutí ProMOST.

## Život
Vystudoval víceleté gymnázium v Mostě a Právnickou fakultu Západočeské univerzity v Plzni (promoval v roce 2005 a získal titul Mgr.). Po složení advokátních zkoušek si zřídil vlastní advokátní kancelář, zaměřuje se na občanské a obchodní právo.
Jan Paparega je ženatý a má jednu dceru. Žije v Mostě.

## Politická kariéra
Do politiky vstoupil, když byl v komunálních volbách v roce 2010 zvolen za TOP 09 do Zastupitelstva města Mostu. Z TOP 09 však v roce 2014 vystoupil. Jako důvody uvedl chování některých spolustraníků, kteří prosazovali hlavně své osobní zájmy, a nesouhlas se zákazem prolomení limitů těžby hnědého uhlí (zákaz přitom prosazovali někteří členové TOP 09).
V komunálních volbách v roce 2014 mandát zastupitele města obhájil, když kandidoval jako nestraník za stranu B10.cz na kandidátce subjektu „Severočeši Most“. Po volbách uzavřeli vítězní Severočeši Most koalici s třetím hnutím ANO a čtvrtou KSČM a v prosinci 2014 byl Jan Paparega zvolen primátorem statutárního města Mostu.
Na konci roku 2016 spoluzaložil hnutí SeverníČechy.cz, které se v roce 2018 přejmenovalo na ProMOST. V únoru 2017 byl zvolen 1. místopředsedou tohoto hnutí a v komunálních volbách v roce 2018 byl lídrem kandidátky hnutí ProMOST do Zastupitelstva města Most. Mandát zastupitele města se mu podařilo obhájit. Dne 20. listopadu 2018 byl opět zvolen primátorem města. Jednalo se však o menšinové vedení města, které tvořilo pouze hnutí ProMOST.
V krajských volbách v roce 2020 byl zvolen jako člen hnutí ProMOST zastupitelem Ústeckého kraje, a to na kandidátce uskupení „LEPŠÍ SEVER“ (tj. hnutí UFO a hnutí ProMOST). V komunálních volbách v roce 2022 znovu obhájil mandát mosteckého zastupitele z pozice lídra kandidátky hnutí ProMOST. Dne 24. října 2022 byl po třetí zvolen primátorem města, když jeho vítězné hnutí ProMOST uzavřelo koalici s hnutím ANO. Na funkci primátora 15. prosince 2022 rezignoval, a to s účinností ke konci roku 2022, neboť souběh funkcí primátora a senátora považoval za časově neslučitelné. Následně se stal radním města.
Ve volbách do Senátu PČR v roce 2022 kandidoval za hnutí ProMOST a s podporou koalice SPOLU (tj. ODS, KDU-ČSL a TOP 09) v obvodu č. 4 – Most. V prvním kole vyhrál s podílem hlasů 31,59 %, a postoupil tak do druhého kola, v němž se utkal s kandidátkou strany SD-SN Alenou Dernerovou. V něm zvítězil poměrem hlasů 58,79 % : 41,20 %, a stal se tak senátorem. V Senátu je členem Senátorského klubu ODS a TOP 09, je rovněž členem Výboru pro sociální politiku.
V krajských volbách v roce 2024 obhájil jako člen hnutí ProMOST post zastupitele Ústeckého kraje, když z pozice lídra vedl kandidátku uskupení „LEPŠÍ SEVER“ (tj. hnutí LS, hnutí ProMOST, hnutí UFO, hnutí VÚ, MÍSTNÍ HNHRM, hnutí NS a hnutí ZLS).